# Francesco Zanotto
Francesco Zanotto (Venezia, 1794 – Venezia, 3 dicembre 1863) è stato uno storico dell'arte italiano.

## Biografia
Nacque a Venezia nel 1794, pochi anni prima che la città fosse conquistata dalle truppe napoleoniche ed in seguito ceduta all'Austria. In gioventù studiò arte e letteratura classica e lavorò presso l'Accademia di Belle Arti di Venezia come addetto alla segreteria. Durante questo periodo conobbe e divenne amico dell'architetto Antonio Diedo e dell'erudito Emmanuele Antonio Cicogna, con i quali intraprese anche un fitto rapporto epistolare.

Tra il 1831 e il 1836 la tipografia Antonelli pubblicò la sua prima opera importante, Pinacoteca dell'I.R. Accademia di Belle Arti di Venezia, nella quale descrisse i dipinti conservati nella pinacoteca cittadina, seguita dalla Storia della pittura veneziana, che racconta l'evolversi della pittura veneta dal Duecento fino all'Ottocento.

Nel 1843, probabilmente grazie anche al sostegno di Antonio Diedo, fu nominato socio corrispondente dell'Ateneo Veneto. In seguito si dedicò ad una monografia sul Palazzo Ducale di Venezia, oltre a dissertazioni su specifiche opere d'arte e alla redazione cataloghi di gallerie d'arte pubbliche e private.
Notizie sulle opere composte fino alla fine del anni '40 possono essere ricavate dall'Arringa per Francesco Zanotto, opera dell'avvocato Leone Fortis. Nel 1848 infatti, in seguito allo scoppio dei moti rivoluzionari, la tipografia Antonelli che forniva a Zanotto un consistente stipendio per le sue pubblicazioni fu costretta a chiudere e, trovandosi in difficoltà economiche, lo storico con l'aiuto del tipografo Giuseppe Hennert iniziò a stampare carte di pubblico credito false. Zanotto fu condannato a quindici anni di carcere, ma la condanna fu annullata l'anno successivo in seguito al ritorno a Venezia degli austriaci.
Negli anni successivi Zanotto proseguì la sua produzione letteraria con la Nuovissima Guida di Venezia e delle isole della laguna e l'antologia Pinacoteca Veneta ossia Raccolta dei migliori dipinti delle chiese di Venezia e lavorò come consulente artistico per il restauro della Chiesa dell'Abbazia della Misericordia. 

Morì il 3 dicembre 1863.

## Opere principali[1][2]
- Pinacoteca dell'Accademia di Belle Arti di Venezia, Venezia, Tipografia Antonelli, 1831-1836.
- Storia della pittura veneziana, Venezia, Tipografia Antonelli, 1836.
- Monumenti sepolcrali cospicui veneziani, con illustrazioni storiche ed artistiche, Milano, Veladini, 1837 e seguenti.
- Fabbriche cospicui venete, Venezia, Tipografia Antonelli, 1840 e seguenti.
- Il Palazzo Ducale di Venezia illustrato, Venezia, Tipografia Antonelli, 1842 e seguenti, (dig)
- Trenta disegni di Raffaello posseduti dall'Accademia di Belle Arti di Venezia, Venezia, Gaspari, 1846.
- Fiore della scuola pittorica veneziana, Venezia, Gaspari, 1846.
- Quaranta Incisioni di Rembrandt, Venezia, Gaspari, 1846.
- Venezia in miniatura, Venezia, Naratovich, 1847-1848.
- Nuovissima Guida di Venezia e delle isole della laguna, Venezia, 1856.
- Pinacoteca Veneta ossia Raccolta dei migliori dipinti delle chiese di Venezia, Venezia, 1858-1860.